# Donja Pastuša
Donja Pastuša falu Horvátországban, Sziszek-Monoszló megyében. Közigazgatásilag Petrinyához tartozik.

## Fekvése
Sziszek városától légvonalban 19, közúton 29 km-re, községközpontjától légvonalban 16, közúton 21 km-re délkeletre a Báni végvidék középső részén, a Zrinyi-hegység északi lejtőin, a Pastuša-patak alsó folyása mentén, Gornja Pastuša és Komogovina között fekszik.

## Története
Pastuša valószínűleg a 18. században keletkezett, 1773-ban az első katonai felmérés térképén még „Bastinsa” alakban szerepel. Dornja Pastuša lakosságát csak 1857-től számlálják önállóan. A katonai határőrvidék megszűnése után Zágráb vármegye Petrinyai járásának része volt. 1857-ben 222, 1910-ben 145 lakosa volt. A 20. század első éveiben a kilátástalan gazdasági helyzet miatt sokan vándoroltak ki a tengerentúlra. 1918-ban az új szerb-horvát-szlovén állam, majd később Jugoszlávia része lett. A második világháború idején a Független Horvát Állam része volt, de lakossága fellázadt a fasiszta hatalom ellen. Sokan csatlakoztak a partizán egységekhez. A háború után a béke időszaka köszöntött a településre. Enyhült a szegénység és sok ember talált munkát a közeli városokban. A délszláv háború előestéjén lakosságának 97%-a szerb nemzetiségű volt. A falu 1991. június 25-én a független Horvátország része lett, de szerb lakossága a Krajinai Szerb Köztársasághoz csatlakozott. 1991 júliusának végén a pastušai erdőben gyilkoltak meg a szerb szabadcsapatok öt horvát polgári lakost és két katonát. (Meggyilkolásuk helyén 2015. június 12-én emlékművet avattak.) A falut 1995. augusztus 6-án a Vihar hadművelettel foglalta vissza a horvát hadsereg. A szerb lakosság többsége elmenekült. 2011-ben 11 lakosa volt.

## Népesség
| Lakosság változása | Lakosság változása | Lakosság változása | Lakosság változása | Lakosság változása | Lakosság változása | Lakosság változása | Lakosság változása | Lakosság változása | Lakosság változása | Lakosság változása | Lakosság változása | Lakosság változása | Lakosság változása | Lakosság változása | Lakosság változása |
| ------------------ | ------------------ | ------------------ | ------------------ | ------------------ | ------------------ | ------------------ | ------------------ | ------------------ | ------------------ | ------------------ | ------------------ | ------------------ | ------------------ | ------------------ | ------------------ |
| 1857               | 1869               | 1880               | 1890               | 1900               | 1910               | 1921               | 1931               | 1948               | 1953               | 1961               | 1971               | 1981               | 1991               | 2001               | 2011               |
| 222                | 0                  | 0                  | 140                | 127                | 145                | 0                  | 0                  | 117                | 114                | 120                | 105                | 88                 | 61                 | 7                  | 11                 |

(1869-ben, 1880-ban, 1921-ben és 1931-ben lakosságát Gornja Pastušához számították.)

## Nevezetességei
A délszláv háború idején kivégzett hét horvát személy emlékműve egy kereszt alakban hasított fekete obeliszk, közepén egy megsebzett galamb sziluettjével. Az emlékművet 2015. június 12-én avatták fel.